# Ijibhentre
Ijibhentre je bil staroegipčanski ali nubijski vladar, ki je vladal najverjetneje na koncu Enajste ali na začetku Dvanajste egipčanske dinastije.

## Življenjepis
Lahko bi bil samo  pretendent za egipčanski prestol, ki je imel sedež v Spodnji Nubiji. Vladal je v politično težavnem obdobju med vladanjem Mentuhotepa IV. iz Enajste dinastije ali na začetku vladanja Amenemheta I. iz Dvanajste dinastije. Oba faraona sta imela probleme z uradnim priznanjem svojega vladarskega položaja.
Madžarski egiptolog László Török na osnovi najsodobnejših datiranj domneva, da so  Ijibhentre in oba  omenjena faraona vladali kmalu za Neferhotepom I. iz Trinajste dinastije (drugo vmesno obdobje Egipta).
Ijibhentre je privzel faraonski titularij, čeprav sta z napisov v Abu Horju, Medikuju in Toški znani samo njegovo Horovo in prestolno ime. Vsi napisi so v Spodnji Nubiji.